# Плевна (Бузеу)
Плевна (рум. Plevna) — село у повіті Бузеу в Румунії. Входить до складу комуни Гребену.
Село розташоване на відстані 127 км на північний схід від Бухареста, 29 км на північний схід від Бузеу, 79 км на захід від Галаца, 113 км на схід від Брашова.

## Населення
За даними перепису населення 2002 року у селі проживали 1406 осіб, усі — румуни. Усі жителі села рідною мовою назвали румунську.